# Roma (film 2018)
Roma è un film del 2018 scritto, diretto e co-prodotto da Alfonso Cuarón.
La pellicola segue le vicende di una famiglia messicana a Città del Messico negli anni Settanta. Il titolo si riferisce al quartiere Colonia Roma della città.

## Trama
Città del Messico, 1970-1971: Cleo è una domestica nella casa di Sofia, suo marito Antonio, i loro quattro bambini piccoli, la madre di Sofia, Teresa, e un'altra cameriera, Adela. Tra scene della vita di Cleo con la famiglia - la pulizia, la cucina, portare i bambini a scuola, servire i pasti, mettere a letto i bambini e svegliarli - diventa chiaro che il matrimonio tra Sofia e Antonio è teso, fino a quando Antonio, medico, parte per due settimane per recarsi ad una conferenza in Québec. In realtà non tornerà alla fine del viaggio, ma Sofia tiene nascosto il suo allontanamento ai bambini, dicendo loro che il viaggio si è prolungato.
Nel loro tempo libero Cleo e Adela escono con i loro fidanzati, Fermín e Ramón, per andare al cinema. All'ingresso, però, Cleo e Fermín decidono di non vedere il film, ma di affittare una stanza per appartarsi. Fermín, mentre è nudo, mostra la sua abilità nelle arti marziali, usando come asta il bastone della tenda della doccia, raccontando che quella disciplina gli ha salvato la vita. Nell'appuntamento successivo Cleo e Fermín vanno al cinema e a un certo punto la ragazza dice che pensa di essere incinta; l'uomo dice di recarsi al bagno, ma non ritorna, e all'uscita del cinema Cleo rimane sola. Temendo di essere licenziata, rivela con preoccupazione la situazione a Sofia, che invece la sostiene e la porta a farsi visitare all'ospedale da una collega del marito Antonio, che conferma  la gravidanza della ragazza.
Arrivano le feste natalizie e Sofia porta Cleo, insieme ai suoi figli, nell'hacienda di un amico di famiglia per il Capodanno. Sia i proprietari terrieri che i lavoratori menzionano le recenti tensioni nella zona. Durante le celebrazioni, nella foresta scoppia un incendio. Tutti aiutano a spegnere il fuoco, mentre un uomo canta in primo piano. Di ritorno in città, mentre Cleo accompagna i bambini e la loro nonna al cinema, si vede Antonio correre nella direzione opposta insieme ad una giovane donna. Sofia continua a non rivelare ai bambini l'abbandono di Antonio, ma il figlio maggiore lo scopre ascoltando una conversazione telefonica. A quel punto Sofia gli chiede di non dirlo ai suoi fratelli più piccoli, che credono che il loro padre sia ancora in viaggio per affari in Canada.
Chiedendo aiuto al fidanzato di Adela, Cleo si reca da Fermín durante una lezione di arti marziali all'aperto, lo aspetta e gli conferma che il figlio è suo, ma lui rifiuta di riconoscere il bambino, insultandola e minacciando di farle del male. Teresa porta Cleo ad acquistare una culla per il suo bambino, in una zona della città dove gli studenti stanno protestando per le strade. Mentre sono in negozio, le proteste in strada si trasformano in scontri violenti tra manifestanti e un gruppo paramilitare, Los Halcones. Un uomo e una donna entrano nel negozio chiedendo aiuto e cercando di nascondersi, inseguiti subito dopo da altri uomini armati, che li trovano e uccidono brutalmente l'uomo a colpi di pistola. I clienti del negozio si riparano terrorizzati, e uno degli inseguitori armati si rivela essere Fermín, che, prima di scappare richiamato dagli altri, guarda Cleo per qualche istante. Proprio in quel momento, per lo spavento e lo shock della scoperta, a Cleo si rompono le acque.
Cleo, Teresa e il loro autista cercano di raggiungere rapidamente l'ospedale, ma sono ostacolati dalla violenza nelle strade e da un ingorgo automobilistico. Arrivano dopo due ore e Cleo viene portata d'urgenza in sala parto. Antonio la vede e va a rassicurarla, ma con una scusa evita di stare con lei. I medici, non rilevando tracce di battito cardiaco nell'utero di Cleo, la portano in sala operatoria, dove le fanno partorire una bambina che nasce morta, nonostante vari tentativi per rianimarla. Il dottore porge il corpo senza vita della bambina a Cleo, che lo abbraccia in lacrime e non vorrebbe staccarsene, ma dopo qualche istante il medico glielo toglie per preparare il cadavere.
Qualche tempo dopo Sofia organizza una gita in famiglia alle spiagge di Veracruz e chiede a Cleo di andare anche lei. Arrivati al mare, durante la cena Sofia dice ai bambini che lei e il loro padre si sono separati, e che il viaggio è stato fatto in modo che il padre potesse prendere le sue cose e portarle via dalla loro casa. Il giorno dopo, sulla spiaggia, Sofia, insieme al bambino più grande, si allontana dalla spiaggia per delle commissioni e lascia gli altri figli alla custodia di Cleo, anche se quest'ultima non sa nuotare. Mentre Cleo asciuga uno dei bambini sotto l'ombrellone, i due bambini più piccoli in acqua vengono allontanati dalle onde. Cleo non esita ed entra nell'acqua impetuosa dell'oceano per cercare di recuperarli, e riesce a salvarli riportandoli a riva. Sofia ringrazia la ragazza e tutti la abbracciano piangenti e affermano il loro affetto per lei; Cleo, commossa e provata dal grave pericolo scampato, rivela loro che non avrebbe voluto il bambino, liberandosi così dall'intenso senso di colpa che provava.
Ritornati a casa in città, nonostante i mobili e le suppellettili mancanti rimosse dal padre, i bambini sono contenti per le camere da letto riassegnate loro dalla nonna. Anche Sofia è di buon umore e Cleo ritrova l'amica Adela, alla quale dice che deve raccontare tante cose.
In una lunga scena finale, sulla quale scorrono i titoli di coda, mentre Cleo sale le scale esterne, si vede uno scorcio di cielo in cui passa un aeroplano, l'aeroplano che si era già visto specchiato nell'acqua con cui Cleo lava il pavimento nella scena di apertura. Si può cogliere la metafora, che indica la divisione fra le classi privilegiate che viaggiano in aeroplano e fanno parte di una società internazionale, e le classi subalterne, la cui vita si svolge nel compimento di mansioni ordinarie entro un orizzonte limitato.

## Produzione

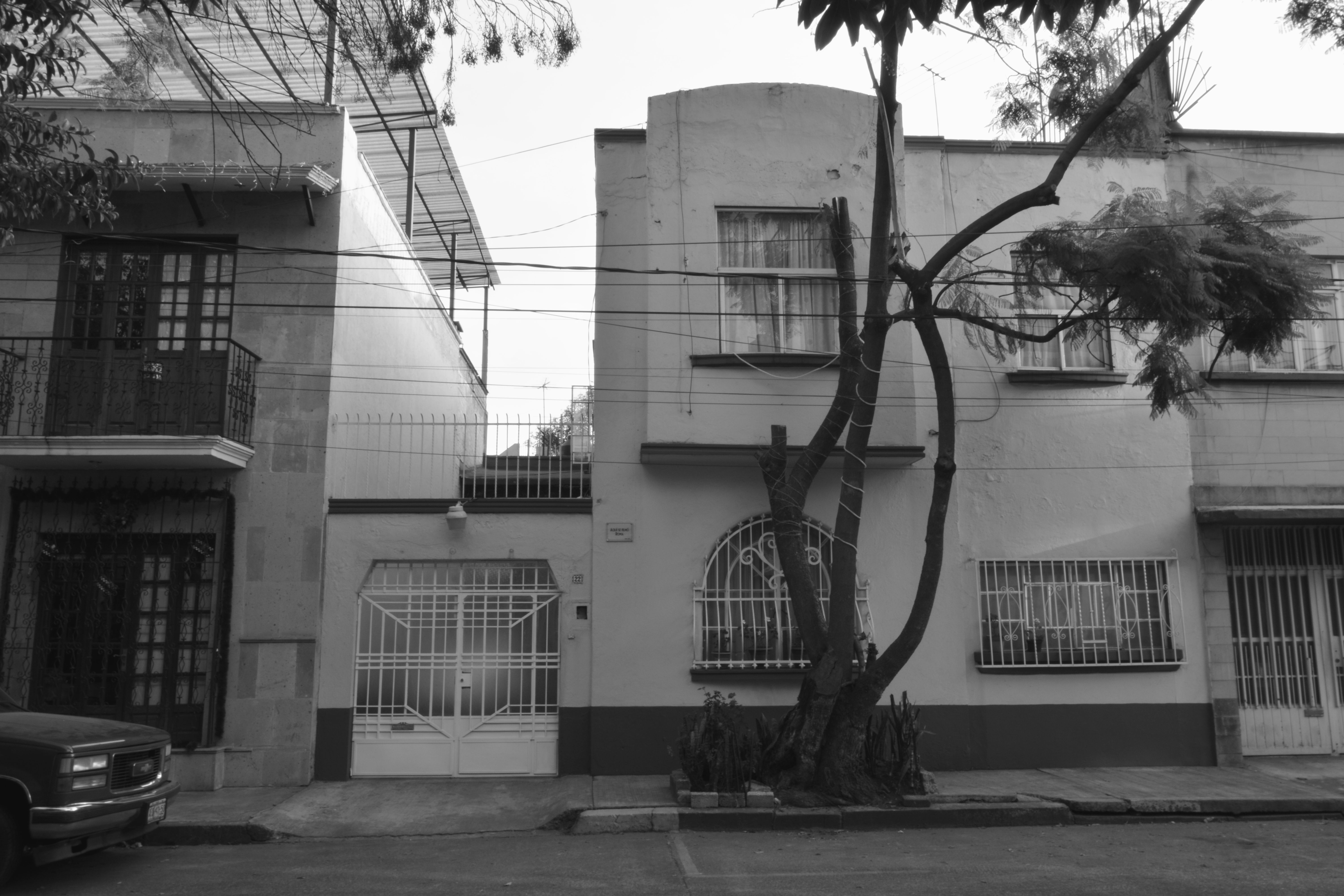
Ingresso della casa a Città del Messico dove sono state effettuate le riprese

L'8 settembre 2016 venne annunciato che Alfonso Cuarón avrebbe scritto e diretto un progetto incentrato su una famiglia messicana che viveva a Città del Messico negli anni settanta. La produzione del film è iniziata nell'autunno del 2016.
Il budget del film è stato di 15 milioni di dollari.

### Incidente sul set
Il 3 novembre 2016 venne annunciato che l'equipe del film era stato assalita e derubata sul set durante le riprese. Secondo lo studio "sono state colpite due donne, cinque membri dell'equipe sono stati ricoverati in ospedale e cellulari, portafogli e gioielli sono stati rubati" durante l'attacco. Secondo quanto riferito, il team stava organizzando le riprese del giorno quando un gruppo di lavoratori della città si è avvicinato a loro, cercando di interrompere le riprese. Il team ha dichiarato di avere avuto il permesso di filmare, ma i lavoratori hanno insistito, facendo scoppiare una rissa tra i due gruppi.

## Promozione
Il primo teaser trailer viene diffuso il 25 luglio 2018 dal regista Cuarón attraverso il suo account Twitter, mentre il 16 agosto viene diffuso il trailer.

## Distribuzione

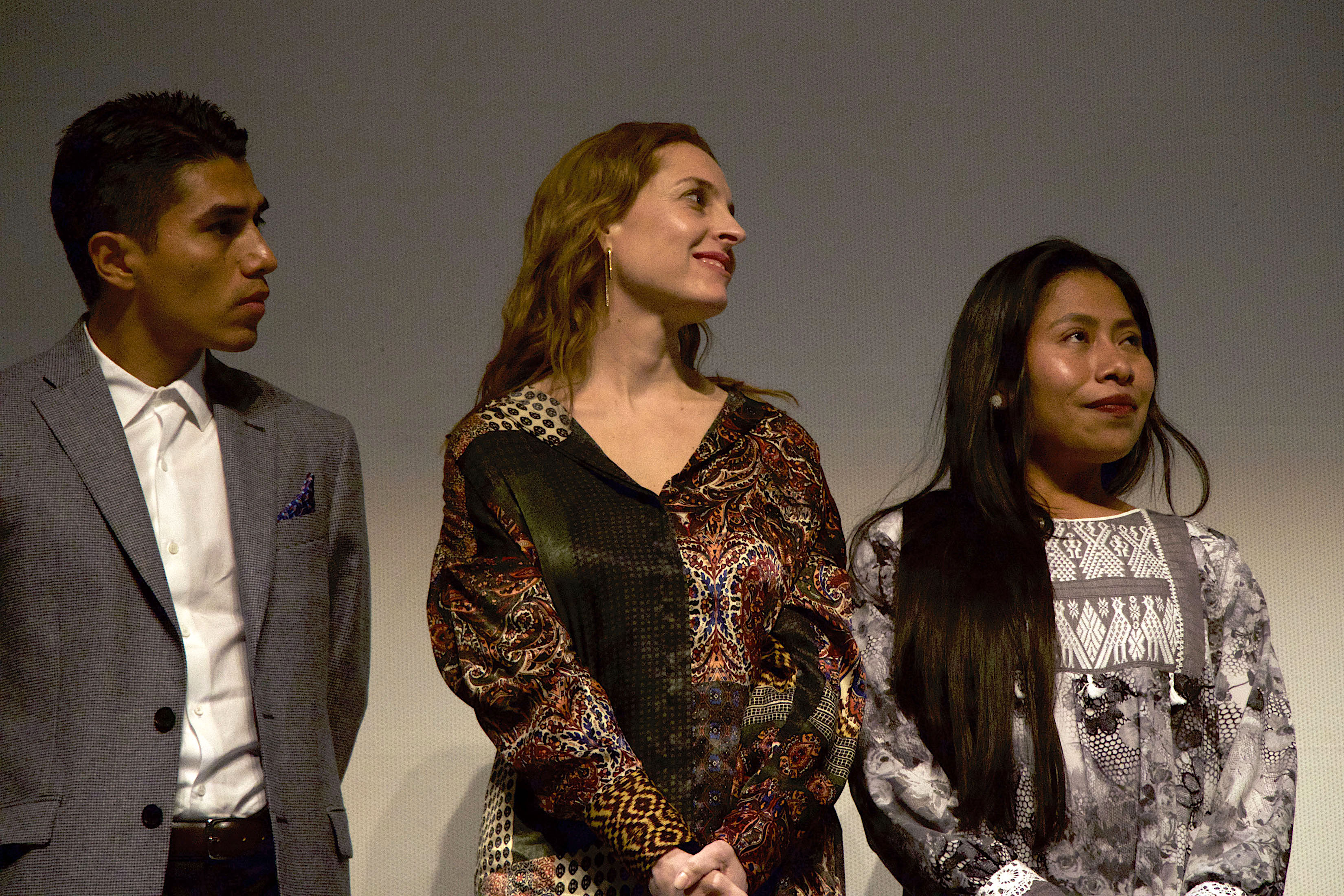
Parte del cast del film, da sinistra a destra Jorge Antonio Guerrero, Marina de Tavira e Yalitza Aparicio.

Il film partecipa in concorso alla 75ª edizione della Mostra internazionale d'arte cinematografica di Venezia il 30 agosto 2018, risultando il vincitore del Leone d'oro, ed è stato proiettato al New York Film Festival il 5 ottobre seguente. Inoltre, ha fatto il suo debutto nel Nord America il 31 agosto al Telluride Film Festival.
È stato proiettato anche al Toronto International Film Festival il 10 settembre 2018, all'Orcas Island Film Festival l'8 ottobre, al Festival internazionale del cinema di San Sebastián il 27 settembre e al New Orleans Film Festival il 22 ottobre.
La pellicola è stata distribuita in alcune sale cinematografiche statunitensi e messicane a partire dal 21 novembre 2018, mentre in tutti gli Stati Uniti e in altre nazioni dal 29 novembre e dal 7 dicembre nel resto del mondo; successivamente è stato distribuito su Netflix dal 14 dicembre. In Italia è stato distribuito anche in alcune sale cinematografiche selezionate, i giorni 3, 4 e 5 dicembre 2018 grazie alla Cineteca di Bologna.

## Accoglienza

### Critica
Sull'aggregatore Rotten Tomatoes il film riceve il 95% delle recensioni professionali positive con un voto medio di 8,90 su 10 basato su 393 recensioni; il commento consensuale del sito recita: "Roma trova lo scrittore-regista Alfonso Cuarón in un completo, avvincente comando del suo mestiere visivo - e racconta la storia più potente della sua carriera". Su Metacritic invece ottiene un punteggio di 96 su 100, basato su 50 recensioni, che indicano un "plauso universale".
Nel luglio 2019 il sito IndieWire, specializzato in cinema e critica cinematografica, posiziona il film al trentasettesimo posto dei migliori cento film del decennio 2010-2019.
Nel settembre 2019 il Guardian ha posizionato il film al ventesimo posto dei cento migliori film prodotti dopo il 2000.
Nel dicembre 2019, i critici di BadTaste.it posizionano la pellicola al quarantacinquesimo posto dei cinquanta migliori film dal 2000 al 2019.

## Riconoscimenti
- 2019 - Premio Oscar[22][23]
  - Miglior regista ad Alfonso Cuarón
  - Miglior film straniero
  - Miglior fotografia ad Alfonso Cuarón
  - Candidatura per il miglior film
  - Candidatura per la migliore sceneggiatura originale ad Alfonso Cuarón
  - Candidatura per la migliore attrice protagonista a Yalitza Aparicio
  - Candidatura per la migliore attrice non protagonista a Marina de Tavira
  - Candidatura per la miglior scenografia a Eugenio Caballero e Bárbara Enríquez
  - Candidatura per il miglior montaggio sonoro a Sergio Díaz e Skip Lievsay
  - Candidatura per il miglior sonoro a Skip Lievsay, Craig Henighan e José Antonio García
- 2019 - Golden Globe[24][25]
  - Miglior regista ad Alfonso Cuarón
  - Miglior film straniero
  - Candidatura per la migliore sceneggiatura ad Alfonso Cuarón
- 2018 - American Film Institute[26]
  - Premio speciale
- 2018 - Atlanta Film Critics Circle
  - Miglior regista ad Alfonso Cuarón
  - Terzo film dell'anno
  - Miglior film straniero
  - Miglior fotografia ad Alfonso Cuarón
- 2018 - British Independent Film Awards[27]
  - Miglior film indipendente internazionale
- 2018 - Chicago Film Critics Association[28]
  - Miglior film
  - Miglior regista ad Alfonso Cuarón
  - Miglior film in lingua straniera
  - Miglior fotografia ad Alfonso Cuarón
  - Miglior montaggio ad Alfonso Cuarón
- 2018 - Detroit Film Critics Society
  - Candidatura per il miglior film
  - Candidatura per il miglior regista ad Alfonso Cuarón
  - Candidatura per il miglior cast
- 2018 - Gotham Independent Film Awards[29]
  - Candidatura per il miglior interprete emergente a Yalitza Aparicio
- 2018 - Los Angeles Film Critics Association[28]
  - Miglior film
  - Miglior fotografia ad Alfonso Cuarón
  - Candidatura per il miglior regista ad Alfonso Cuarón
  - Candidatura per il miglior montaggio ad Alfonso Cuarón e Adam Gough
- 2018 - National Board of Review[30]
  - Migliori dieci film dell'anno
- 2018 - National Society of Film Critics[31]
  - Miglior regista ad Alfonso Cuarón
  - Miglior film in lingua straniera
  - Miglior fotografia ad Alfonso Cuarón
- 2018 - New York Film Critics Circle Awards[32]
  - Miglior film
  - Miglior regista ad Alfonso Cuarón
  - Miglior fotografia ad Alfonso Cuarón
- 2018 - Mostra internazionale d'arte cinematografica[8][33]
  - Leone d'oro al miglior film
  - Premio SIGNIS ad Alfonso Cuarón
- 2018 - Philadelphia Film Critics Circle[28]
  - Miglior film
  - Miglior film straniero
  - Miglior fotografia ad Alfonso Cuarón
- 2018 - San Diego Film Critics Society Awards[34]
  - Candidatura per la miglior fotografia ad Alfonso Cuarón
  - Candidatura per il miglior film straniero
- 2018 - Toronto Film Critics Association[28]
  - Miglior film
  - Miglior regista ad Alfonso Cuarón

- 2018 - Toronto International Film Festival
  - Terzo posto per il Premio del pubblico
- 2018 - Washington D.C. Area Film Critics Association
  - Miglior film
  - Miglior regista ad Alfonso Cuarón
  - Miglior film straniero
  - Miglior fotografia ad Alfonso Cuarón
  - Candidatura per la miglior sceneggiatura ad Alfonso Cuarón
  - Candidatura per la miglior scenografia a Eugenio Caballero e Barbara Enriquez
  - Candidatura per il miglior montaggio ad Alfonso Cuarón e Adam Gough
- 2019 - AACTA International Awards[35]
  - Miglior film
  - Miglior regista ad Alfonso Cuarón
  - Candidatura per la miglior sceneggiatura ad Alfonso Cuarón
- 2019 - Art Directors Guild Award[36]
  - Candidatura per i migliori costumi in un film d'epoca
- 2019 - ASC Outstanding Achievement Awards[36]
  - Candidatura per la miglior fotografia ad Alfonso Cuarón
- 2019 - British Academy Film Awards[37][38][39]
  - Miglior film
  - Miglior film straniero
  - Miglior regista ad Alfonso Cuarón
  - Migliore fotografia ad Alfonso Cuarón
  - Candidatura per la migliore sceneggiatura originale ad Alfonso Cuarón
  - Candidatura per il miglior montaggio ad Alfonso Cuarón e Adam Gough
  - Candidatura per la migliore scenografia a Eugenio Caballero e Bárbara Enríquez
- 2019 - Critics' Choice Awards[40][41]
  - Miglior film
  - Miglior regista ad Alfonso Cuarón
  - Miglior fotografia ad Alfonso Cuarón
  - Miglior film straniero
  - Candidatura per la migliore attrice a Yalitza Aparicio
  - Candidatura per la miglior sceneggiatura originale ad Alfonso Cuarón
  - Candidatura per la miglior scenografia a Eugenio Caballero e Barbara Enriquez
  - Candidatura per il miglior montaggio ad Alfonso Cuarón e Adam Gough
- 2019 - David di Donatello[42]
  - Miglior film straniero
- 2019 - Directors Guild of America Award[43]
  - Miglior regista ad Alfonso Cuarón
- 2019 - Eddie Awards[36]
  - Candidatura per il miglior montaggio in un film drammatico ad Alfonso Cuarón e Adam Gough
- 2019 - Golden Reel Awards[44]
  - Miglior montaggio sonoro in un film straniero
- 2019 - Independent Spirit Awards[45][46]
  - Miglior film straniero
- 2019 - Palm Springs International Film Festival
  - Visionaty Award ad Alfonso Cuarón
- 2019 - Premio Ariel[47]
  - Miglior film
  - Miglior regia ad Alfonso Cuarón
- 2019 - Premio Goya[48]
  - Miglior film straniero in lingua spagnola
- 2019 - Producers Guild of America Awards[49]
  - Candidatura per il Darryl F. Zanuck Award al miglior film a Gabriela Rodríguez e Alfonso Cuarón
- 2019 - Satellite Award[50][51]
  - Miglior regista ad Alfonso Cuarón
  - Miglior sceneggiatura originale ad Alfonso Cuarón
  - Miglior montaggio ad Alfonso Cuarón
  - Miglior film straniero
  - Candidatura per la miglior attrice in un film drammatico a Yalitza Aparicio
  - Candidatura per la miglior fotografia ad Alfonso Cuarón
  - Candidatura per la miglior scenografia ad Eugenio Caballero
  - Candidatura per il miglior suono
- 2019 - Writers Guild of America Award[52]
  - Candidatura per la miglior sceneggiatura originale ad Alfonso Cuarón